# Wilhelm Souchon
Wilhelm Anton Souchon (ur. 2 czerwca 1864 w Lipsku, zm. 13 stycznia 1946 w Bremie) – niemiecki admirał, służący w Kaiserliche Marine w czasie I wojny światowej jako dowódca Eskadry Śródziemnomorskiej, wsławiony ucieczką przed flotą brytyjską do Konstantynopola. Zachowując dowództwo nad swymi okrętami został formalnie głównodowodzącym tureckiej marynarki wojennej i pełnił tę funkcję do 1917 roku. Po powrocie do Niemiec brał udział w niemieckich operacjach wojskowych na Morzu Bałtyckim.

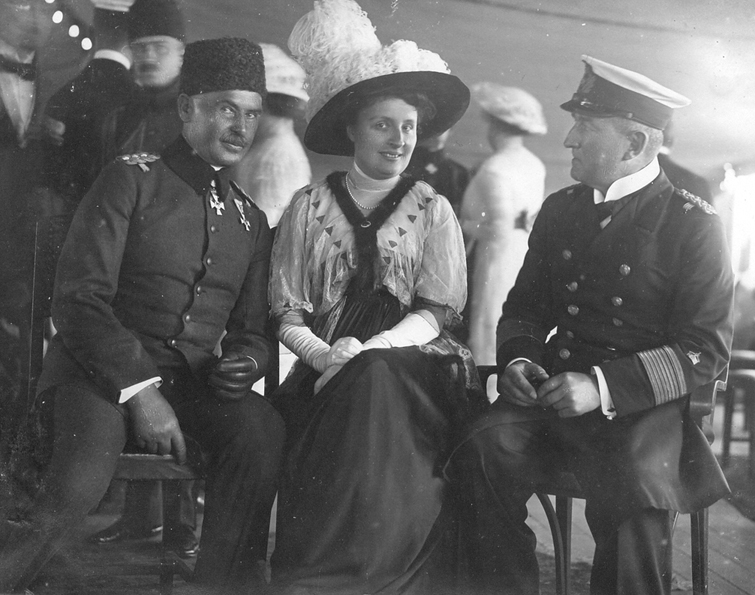
Wiceadmirał Souchon w towarzystwie Limana Paszy na pokładzie SMS „Goeben”.

## Życiorys
Wilhelm Souchon urodził się 2 czerwca 1864 roku w Lipsku, jako potomek francuskich hugenotów osiadłych w Saksonii. Służbę w Kaiserliche Marine rozpoczął w 1881 roku. Do wybuchu I wojny światowej pełnił kolejne funkcje dowódcze, aż do objęcia 23 października 1913 roku dowodzenia, w stopniu kontradmirała, Eskadrą Śródziemnomorską (niem.: Mittelmeerdivision), składającą się z krążowników: liniowego SMS "Goeben" (okręt flagowy) i lekkiego SMS "Breslau". Na przełomie lat 1913−1914 odbył na pokładzie swej jednostki flagowej szereg oficjalnych i półoficjalnych wizyt w portach Morza Śródziemnego, m.in. w marcu 1914 roku spotykając się z arcyksięciem Franciszkiem Ferdynandem, a w maju zawijając do Konstantynopola, gdzie był uroczyście podejmowany przez sułtana Mehmeda V i ministra marynarki Dżemala Paszę.
Wobec wzrastającego napięcia międzynarodowego po zamachu w Sarajewie, admirał Souchon przygotował plany operacyjne dla swojego zespołu na wypadek rozpoczęcia działań wojennych. Po otrzymaniu wieczorem 3 sierpnia depeszy radiowej o wypowiedzeniu wojny Francji, następnego ranka przeprowadził bombardowanie portów w Philippeville i Bône. Następnie, zgodnie z otrzymanymi wcześniej rozkazami, skierował się w stronę Dardaneli i Konstantynopola. Trwający tydzień bezskuteczny pościg brytyjskiej Floty Śródziemnomorskiej za jego okrętami przyniósł mu sławę a Royal Navy wstyd. Po dotarciu do neutralnej jeszcze Turcji obydwa krążowniki zostały fikcyjnie zakupione przez tamtejszy rząd i wcielone w skład marynarki wojennej jako "Yavuz Sultan Selim" i "Midilli". Ich załogi pozostały niemieckie, choć otrzymały tureckie mundury i fezy, a Wilhelm Souchon został mianowany głównodowodzącym floty w stopniu wiceadmirała (w marynarce niemieckiej pozostał kontradmirałem).
Realizując plan wciągnięcia Turcji do wojny po stronie państw centralnych, eskadra admirała Souchona zbombardowała 29 października 1914 roku rosyjskie umocnienia w okolicy Sewastopola, zmuszając w drodze powrotnej załogę napotkanego stawiacza min "Prut" do samozatopienia. W ten sposób admirał Souchon stał się dowódcą, który wydał pierwszy w tej wojnie rozkaz oddania strzałów na dwóch kolejnych akwenach morskich. Przy istniejącej wówczas sytuacji międzynarodowej akcja ta przyniosła oczekiwany efekt: 2 listopada Rosja wypowiedziała wojnę Turcji. Podczas wojny eskadra dowodzona przez Wilhelma Souchona, wzmacniana doraźnie starszymi okrętami marynarki tureckiej, prowadziła działania na Morzu Czarnym, atakując pozycje i linie komunikacyjne Rosjan oraz wspierając operacje wojsk lądowych, co przyniosło jej dowódcy awans na wiceadmirała Kaiserliche Marine w 1915 i odznaczenie wojskowym orderem Pour le Mérite w 1916 roku.
4 września 1917 roku Wilhelm Souchon został odwołany do Niemiec, gdzie objął dowództwo 4. Eskadry Pancerników Hochseeflotte i wziął udział w operacji Albion, desancie na bałtycki archipelag Wysp Moonsundzkich. Pod koniec wojny mianowano go dowódcą bazy Kaiserliche Marine w Kilonii, gdzie wkrótce został zmuszony do oddania władzy zrewoltowanym marynarzom. Odszedł ze służby w 1919 roku.
Wiceadmirał Wilhelm Souchon zmarł w Bremie 13 stycznia 1946 roku.

## Odznaczenia
Odznaczenia adm. Souchona to między innymi:
- Order Pour le Mérite
- Order Orła Czerwonego II klasy z gwiazdą, liśćmi dębu i mieczami (Prusy)
- Order Orła Czerwonego II klasy z liśćmi dębu (Prusy)
- Order Orła Czerwonego IV klasy z koroną (Prusy)
- Order Królewski Korony II klasy z koroną (Prusy)
- Krzyż Żelazny I (Prusy)
- Odznaka za Służbę Wojskową (Prusy)
- Krzyż Zasługi Wojennej I klasy (Lippe)
- Komandor I klasy Orderu Alberta (Saksonia)
- Krzyż Wielki Orderu Sokoła Białego z mieczami (Saksonia-Weimar)
- Krzyż za Zasługi Podczas Wojny I klasy (Saksonia-Meiningen)
- Wielki Komandor Orderu Zbawiciela (Grecja)
- Kawaler Krzyża Wielkiego Orderu Korony Włoch (Królestwo Włoch)
- Order Świętej Anny III klasy (Imperium Rosyjskie)
- Srebrny Medal Imtiyaz (Imperium Osmańskie)
- Order Medżydów II klasy (Imperium Osmańskie)